# مارکوس آئوریلیو (بازیکن فوتبال، زاده ۱۹۸۴)
مارکوس آئوریلیو دی اولیویرا لیما (به پرتغالی: Marcos Aurélio de Oliveira Lima) مهاجم اهل برزیل است که در شهر کویابا و در تاریخ ۱۰ فوریهٔ ۱۹۸۴ به دنیا آمده‌است.
مارکوس آئوریلیو دی اولیویرا لیما در تیم‌های فوتبال União Barbarense سابقهٔ حضور دارد.